# Josip Stadler
Josip Stadler (Slavonski Brod, 24 gennaio 1843 – Sarajevo, 8 dicembre 1918) è stato un arcivescovo cattolico croato.

## Biografia
Figlio di artigiani, rimase orfano undicenne. Studiò a Roma e fu ordinato diacono e prete nel 1868. Fu docente di filosofia e teologia fondamentale a Zagabria.
Nel 1881 fu scelto come primo arcivescovo di Sarajevo e metropolita della sua provincia ecclesiastica, che comprendeva l'intera Bosnia ed Erzegovina. Fu consacrato in San Clemente dal cardinale Raffaele Monaco La Valletta.
Fondò un seminario e un liceo a Travnik e un seminario per lo studio della teologia a Sarajevo; fece costruire la cattedrale e l'episcopio di Sarajevo; pubblicò manuali di filosofia e una traduzione commentata del Nuovo Testamento; fondò tre riviste mensili di carattere religioso, un periodico politico e uno dedicato all'ecumenismo, che ebbe vita effimera; istituì le Ancelle del Bambin Gesù per la cura di orfani e anziani.
Membro di diritto del parlamento bosniaco, propose che lo Stato acquistasse i terreni dei latifondisti per cederli agli agricoltori che li coltivavano.
Fu sepolto in cattedrale.

## Genealogia episcopale e successione apostolica
La genealogia episcopale è:
- Cardinale Scipione Rebiba
- Cardinale Giulio Antonio Santori
- Cardinale Girolamo Bernerio, O.P.
- Arcivescovo Galeazzo Sanvitale
- Cardinale Ludovico Ludovisi
- Cardinale Luigi Caetani
- Cardinale Ulderico Carpegna
- Cardinale Paluzzo Paluzzi Altieri degli Albertoni
- Papa Benedetto XIII
- Papa Benedetto XIV
- Cardinale Enrico Enriquez
- Arcivescovo Manuel Quintano Bonifaz
- Cardinale Buenaventura Córdoba Espinosa de la Cerda
- Cardinale Giuseppe Maria Doria Pamphilj
- Papa Pio VIII
- Papa Pio IX
- Cardinale Raffaele Monaco La Valletta
- Arcivescovo Josip Stadler

La successione apostolica è:
- Arcivescovo Anton Bonaventura Jeglič (1897)
- Vescovo Vince Palunko (1904)
- Arcivescovo Ivan Šarić (1908)